# Crispin Wright
Pour les articles homonymes, voir Wright.
Crispin Wright, né le 21 décembre 1942, est un philosophe britannique, professeur de logique et métaphysique à l’université de St Andrews, spécialisé en philosophie de la logique, des mathématiques et du langage.
Il travaille en particulier sur Frege et la philosophie post-frégéenne des mathématiques, sur Wittgenstein, et sur les questions liées aux notions de vérité, réalisme, scepticisme, connaissance et objectivité.